# Mera-Poltik

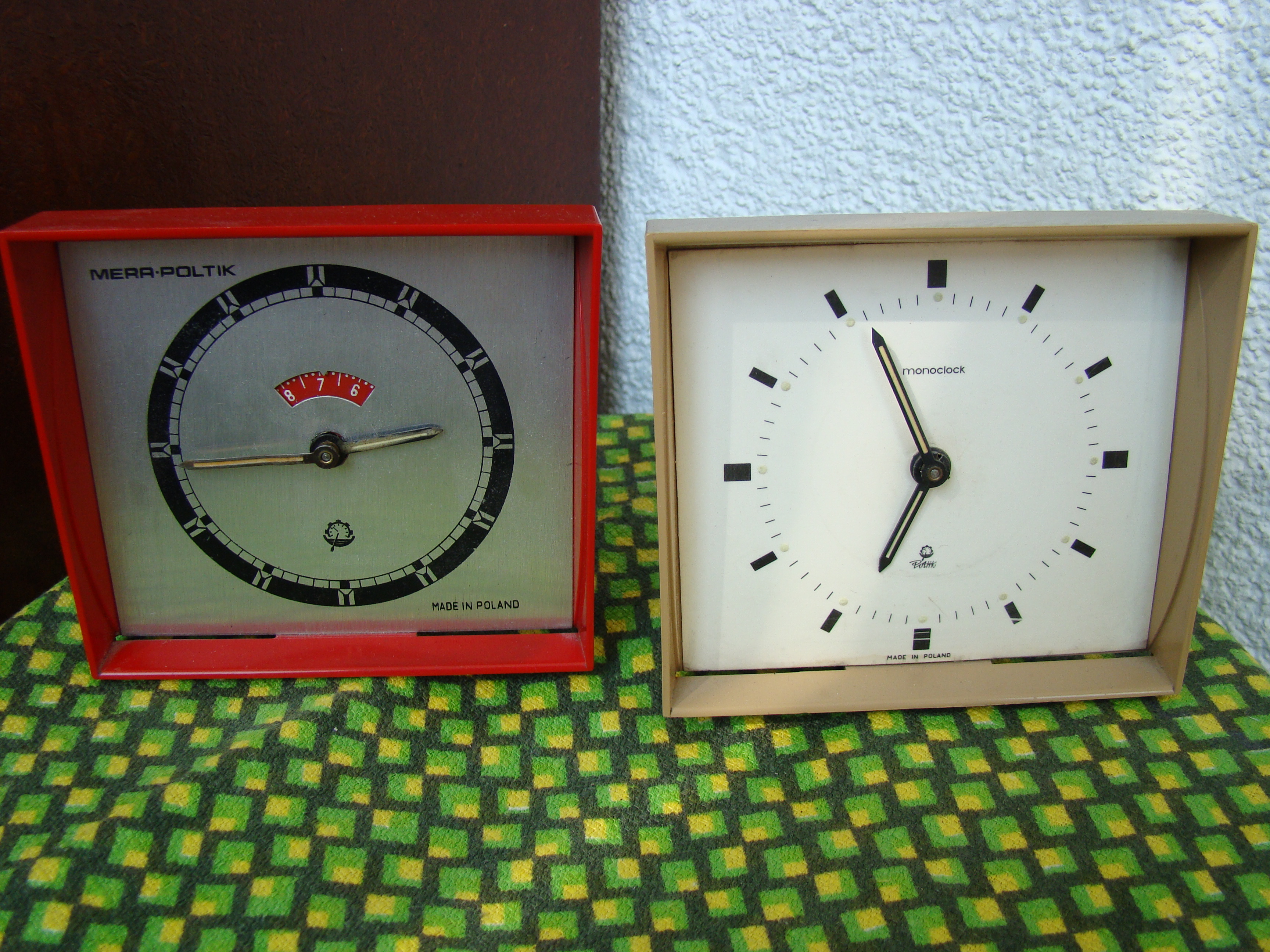
Zegary wyprodukowane w łódzkim Poltiku

Mera-Poltik Sp. z o.o. – zakład produkcyjny przemysłu precyzyjnego, zlokalizowany w Łodzi, produkujący głównie mechanizmy zegarowe oraz urządzenia mające zastosowanie na rynku motoryzacji. Firma produkowała też myszy komputerowe – np. model MMP 813 do komputera Mazovia czy MMP 823 do komputera Elwro 804. Około 80% myszek kierowano na eksport.

## Historia
- 1945 – założenie państwowego przedsiębiorstwa „Poltik”, zajmującego się produkcją mechanizmów zegarowych.
- 1964 – przyłączenie „Poltiku” do ZPAiAP „Mera”.
- 1994–2009 – współpraca firmy z niemieckim przedsiębiorstwem Diehl Ako (produkcja wyłącznika czasowego).
- 2000 – uzyskanie przez firmę certyfikatu ISO 9001.
- 2010 – zmiana nazwy zakładu z Zakłady Mechanizmów Precyzyjnych Mera-Poltik Sp. z o.o. na Mera-Poltik Sp. z o.o..

## Produkty firmy
- wyłączniki czasowe
- zegary szachowe Hetman i Classic
- minutniki i mechanizmy minutników
- budziki kwarcowe
- obrotomierze magnetyczne
- obrotomierze elektryczne
- traktometry
- tachografy (na zlecenie firmy ACTIA[4])
- liczniki motogodzin
- czytniki wykresówek
- sprężyny włosowe
- zespoły wałka naciągowego
- zespoły koła naciągowego